# جو لمسدن
جو لمسدن (انگلیسی: Joe Lumsden؛ زادهٔ ۱ ژانویهٔ ۱۸۷۵) بازیکن فوتبال اهل بریتانیا است.
از باشگاه‌هایی که در آن بازی کرده‌است می‌توان به باشگاه فوتبال لیورپول اشاره کرد.